# Elena Kurchenko
Elena (Olena) Kurchenko (en ucraniano, Олена Курченко; Kiev, Ucrania, 22 de abril de 1979) es una filóloga, lingüista, hispanista, italianista, traductora/ intérprete y catedrática de la Universidad Nacional Tarás Shevchenko de Kíev, desde 2019 residente en España. 

## Carrera profesional
En 2001 se graduó cum laude en la Universidad Nacional Tarás Shevchenko de Kíev en la especialización «Lenguas y literaturas románicas y germánicas» y obtuvo el título de profesora de lenguas española, italiana e inglesa y literaturas correspondientes. Estudió en la Universidad de Granada como estudiante invitada en los años 1998, 1999, 2000.
En los años 2001–2004 estudió el Postgrado en la Facultad de Filología de la Universidad Nacional Tarás Shevchenko de Kíev. En 2004 defendió cum laude la tesis obteniendo el título de doctora en Filología.
En 2008 se graduó cum laude en la Facultad de Derecho de la Universidad Nacional Tarás Shevchenko de Kíev y obtuvo el título de jurista.
Desde 2021, máster en los asuntos de la Unión Europea (Instituto Europeo de Bilbao) y examinadora oficial de DELE C2 y C1 (Instituto Cervantes).  
Traductora e intérprete, ha traducido en reuniones de máximo nivel estatal en Ucrania y fuera.
Especialista en estrategias comunicativas, mediadora profesional.

## Labor de traductora
Desde sus años de estudiante se dedica a la traducción poética, entre los libros publicados destacan las traducciones de Antonio Machado y de Federico García Lorca al ucraniano, de haikus de Angelo Tondini al ucraniano, y traducciones conjuntas con Luis Gómez de Aranda Villén al español de Nikolai Gumiliov y de "Un puñado de Tierra", una antología de poemas y pintura de Ucrania, editada en 2022 y presentada el 7 de septiembre en la Biblioteca Nacional de España con la colaboración de la Embajada de Ucrania en España y de la primera solista de la Ópera de Odesa (Ucrania) soprano Anastasia Golub. El 26 de enero de 2023 fue presentado en el Museo Thyssen-Bornemisza el libro compilado y traducido por Olena Kurchenko "Bajad, Ángeles del Cielo. Canciones y fábulas de Grygoriy Skovorodá", publicado en diciembre de 2022.

## Acción solidaria
Al comenzar la invasión rusa de Ucrania en febrero de 2022, Elena Kurchenko solicitó a la Fundación de Comillas acoger a 20 estudiantes que se quedaron sin casas del Departamento de Filología Románica de la Facultad de Filología de la Universidad Nacional Tarás Shevchenko de Kíev, a lo cual la Fundación de Comillas contestó positivamente de inmediato. Desde abril de 2022 las estudiantes estudian en la Fundación de Comillas por tiempo indefinido.